# Kyle Weiland
Kyle Edward Weiland (né le 12 septembre 1986 à Albuquerque, Nouveau-Mexique, États-Unis) est un lanceur droitier des Ligues majeures de baseball jouant avec les Astros de Houston.
Opéré à l'épaule droite, Weiland n'a pas joué depuis avril 2012.

## Carrière

### Red Sox de Boston
Joueur à l'Université Notre-Dame, Kyle Weiland est un choix de troisième ronde des Red Sox de Boston en 2008.
Il fait ses débuts dans le baseball majeur comme lanceur partant des Red Sox le 10 juillet 2011 contre les Orioles de Baltimore. Il lance quatre manches et ne reçoit pas de décision dans la victoire des Red Sox puisqu'il devient le 7e joueur de l'histoire, et le 3e lanceur partant après John Lannan et Francisley Bueno, à être expulsé d'une partie à son premier match en carrière. Dans un match mouvementé marqué par plusieurs expulsions, Weiland est chassé du match par l'arbitre après avoir atteint d'un lancer le premier frappeur des Orioles en cinquième manche, Vladimir Guerrero.
Weiland lance sept parties pour les Sox en 2011 : cinq départs et deux passages en relève. Il perd trois parties et affiche une moyenne de points mérités de 7,66.

### Astros de Houston
Le 14 décembre 2011, les Red Sox échangent Weiland et le joueur d'avant-champ Jed Lowrie aux Astros de Houston en retour du lanceur droitier Mark Melancon. Il subit 3 défaites en 3 départs pour Houston en 2012, accordant 13 points mérités sur 26 coups sûrs, dont 5 circuits, et 7 buts-sur-balles en seulement 17 manches et deux tiers lancées. En mai 2012, il subit une opération à l'épaule droite et rate, en plus du reste de la campagne 2012, toute la saison 2013.